# فوجی‌فیلم فاین‌پیکس زد۳۳دبلیوپی

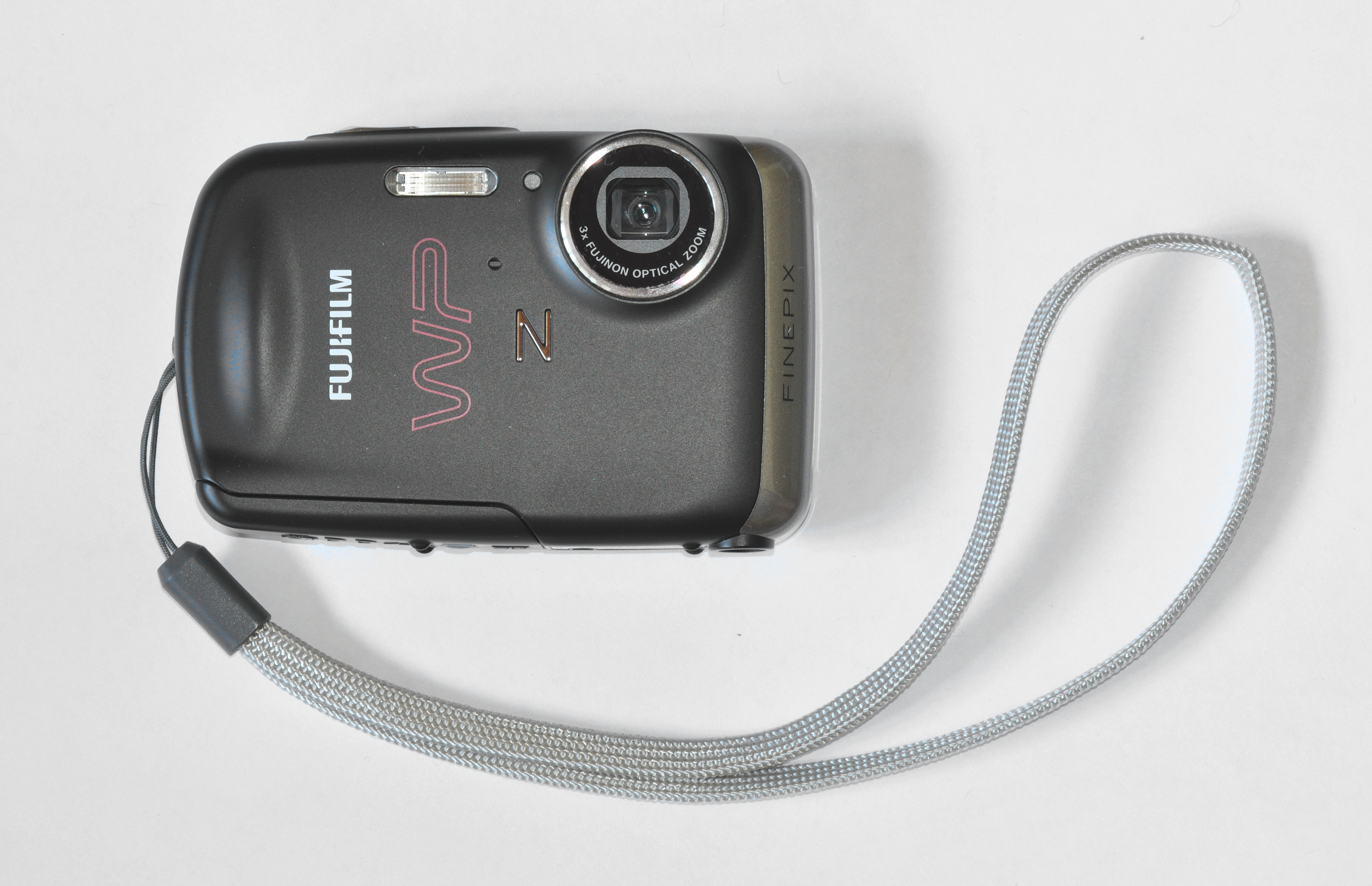
فوجی‌فیلم فاین‌پیکس زد۳۳دبلیوپی

فوجی‌فیلم فاین‌پیکس زد۳۳دبلیوپی (به انگلیسی: Fujifilm FinePix Z33WP) یک دوربین عکاسی ساخت شرکت فوجی‌فیلم است.